# Philipp Haas von Teichen

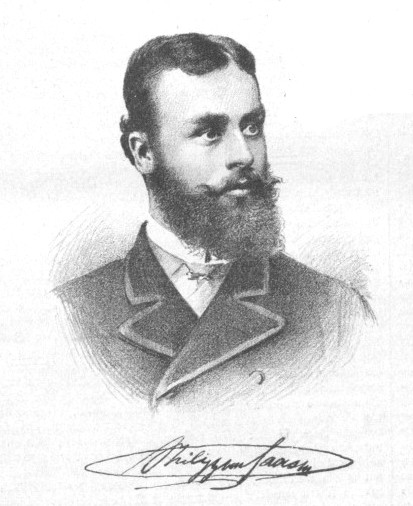
Philipp Haas (Zeichnung von Ignaz Eigner in Der Humorist, 12. Juli 1888)

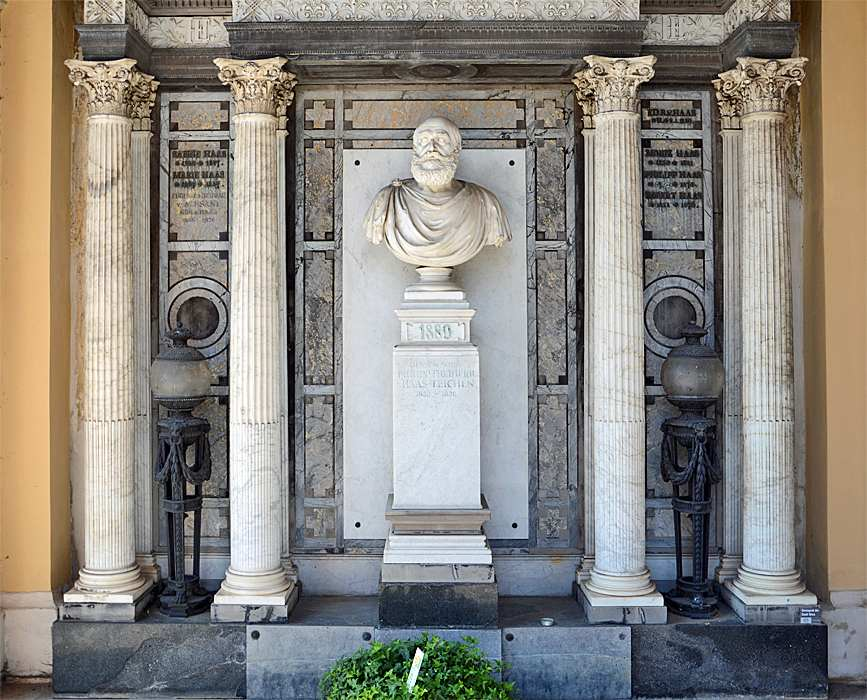
Ehrengrab auf dem Wiener Zentralfriedhof

Philipp Haas Freiherr von Teichen (* 18. November 1859 in Wien; † 26. Februar 1926 ebenda) war ein österreichischer Unternehmer. Ihm gehörte in 3. Generation das Familienimperium Philipp Haas & Söhne.

## Leben und Wirken
Philipp Haas war der Sohn des Großindustriellen Eduard Ritter von Haas (* 15. September 1827 in Wien; † 13. November 1880 in Nizza), der für seine Verdienste um die Wirtschaft mehrmals ausgezeichnet wurde, unter anderem 1868 durch die Zuerkennung des Ritterstandes.
In seiner Jugend besuchte Haas mit Bezug auf das väterliche Gewerbe die Webschulen von Lyon sowie Leeds. Nach seiner Rückkehr nach Wien stellte er das Unternehmen aufgrund dieser Erfahrungen auf „eine ganz neue Basis“ und übernahm nach dem Tode seines Vaters 1880 die Leitung des Hauses. Die Teppichfabrikation nahm in der Folge weiteren, großen privaten Reichtum sichernden Aufschwung; 1898 wurde Haas mit dem Prädikat „von Teichen“ (nach seinem Besitztum) in den Freiherrnstand erhoben.
Um die Wende zum 20. Jahrhundert wurde das Unternehmen in eine Aktiengesellschaft umgewandelt. Haas von Teichen widmete sich fortan ausschließlich der Verwaltung seines Gutes, das er durch den Erwerb großer Waldherrschaften erweitert hatte. 1904 verkaufte er das „Herrschaftsgut Teichen“ in Kalwang, Steiermark, schließlich an Rudolf Ritter von Gutmann (1880–1966). Im selben Jahr wurde ihm von der Gemeinde Kalwang in Anbetracht seiner Verdienste um die Gemeinde und der vielen Spenden, die er dem Ort hatte zukommen lassen, das Ehrenbürgerrecht verliehen. Noch heute erinnert der Ortsteil Teichen mit der Kurzteichen und der Langteichen an den einstigen Gutsherren.
Als 1912 ein schweres Nierenleiden lebensbedrohend geworden war, entschloss Haas nach einem den ganzen Winter dauernden Aufenthalt im Cottagesanatorium, „sich selbst zu kurieren“: dank einer kräftigen Natur besserte sich der Zustand unerwarteterweise.
1925 wurde eine Vereiterung von Haas’ Niere konstatiert, in deren Folge er über lange Strecken das Gedächtnis verlor. Außerdem „phantasierte [er] im Schmerz“, nicht mehr leben zu wollen. Sich jeder invasiven ärztlichen Hilfe entziehend, bereits mit den Anzeichen einer Sepsis, erschoss sich Haas von Teichen in den Morgenstunden des 26. Februar 1926 mit einem der zahlreichen, die Wände seines Palais dekorierenden, geladenen Gewehre.
In seinem Abschiedsbrief, den er an die Neue Freie Presse schrieb, erklärte er:
„Jetzt bin ich mausetot - juchhu!/ Nirgends drückt mich mehr der Schuh!/ Schönres kann es nich mehr geben./ Ich hab Ruh, der Tod soll leben!!!“
Monate, wenn nicht Jahre vor seinem Lebensende hatte Philipp Haas, „einst Mittelpunkt der Wiener Gesellschaft“ sowie „eine der bekanntesten Straßenfiguren“, ein an die Neue Freie Presse, Wien, gerichtetes Schreiben „seltsamen Inhalts“ verfasst, das er für den Fall des unmittelbar bevorstehenden Freitods abschicken würde. In diesem erklärte er – „die Wissbegierde mancher Leser befriedigend“ – seinen körperlichen wie seelischen, zur Tat führenden Zustand.
Philipp Haas von Teichen war mit Hedwig, Baroness von Waechter, verheiratet und hatte mit ihr eine Tochter, Gisela, verehelichte Gräfin von Szechenyi (1890–1945).